# Sławno (Września)
Sławno (nieoficjalnie Mankowo) – osiedle, część miasta Wrześni w województwie wielkopolskim, położona na południe od rzeki Wrześnicy.
Nazwa Sławno wzięła się od nazwy miasta partnerskiego Wrześni – Sławna na Pomorzu Zachodnim. Nazwa Mankowo wzięła się prawdopodobnie od rodziny Mańków, która pierwsza zamieszkała na tym osiedlu.
Budowę osiedla rozpoczęto w latach 50., a ukończono w latach 80. XX wieku. Osiedle znajduje się w pobliżu autostrady A2 oraz dróg krajowych nr 15 i nr 92. Na terenie osiedla znajduje się kościół św. Kazimierza Królewicza, sklepy spożywcze oraz place zabaw. We wnęce kościoła, od strony ul. Słupskiej znajduje się jeden z dwóch wrzesińskich pomników Jana Pawła II.

## Ulice
Większość ulic ma nazwy nawiązujące do miejscowości z tzw. Ziem Odzyskanych: Bytomska, Elbląska, Fromborska, Gdańska, Gliwicka, Głogowska, Gorzowska, Grunwaldzka, Gubińska, Kołobrzeska, Koszalińska, Kożuchowska, Kwidzyńska, Legnicka, Malborska, Oleśnicka, Olsztyńska, Opolska, Polkowicka, Raciborska, Słupska, Szczecińska, Świdnicka, Wałbrzyska, Wrocławska, Zielonogórska, Żagańska.
Cztery nazwy ulic odnoszą się do krain geograficznych, również zaliczanych do tzw. Ziem Odzyskanych: Dolnośląska, Łużycka, Mazurska i Warmińska.
Nazwa ulicy Lubuska odnosi się do województwa lubuskiego, również leżącego na tzw. Ziemiach Odzyskanych.
Ewenement stanowi ul. Suwalska (miasto to było w granicach II Rzeczypospolitej) oraz ul. Kaliska, której nazwa wynika z faktu, że stanowi wylot z Wrześni w kierunku Kalisza.

## Galeria

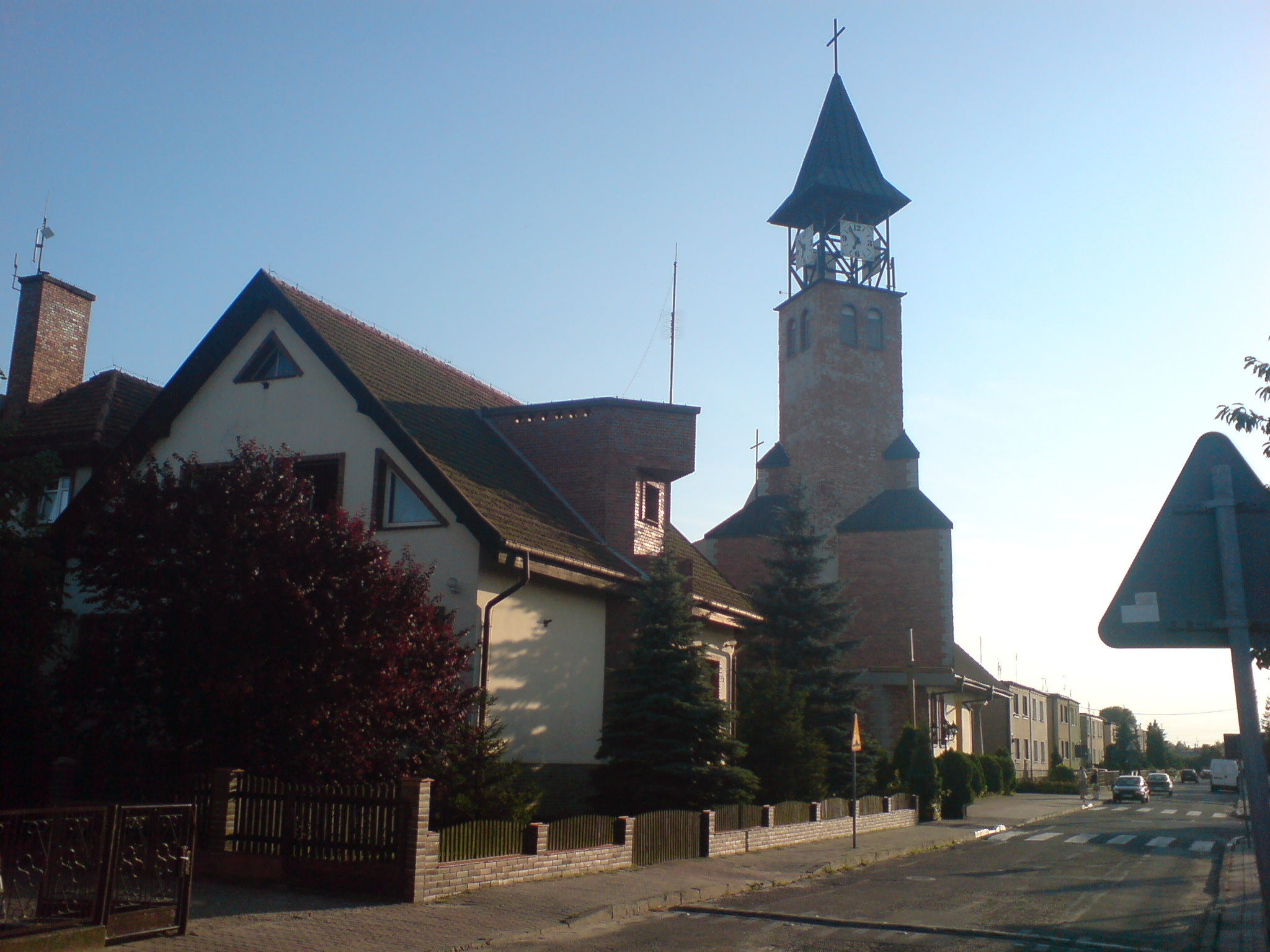
Kościół św. Kazimierza Królewicza
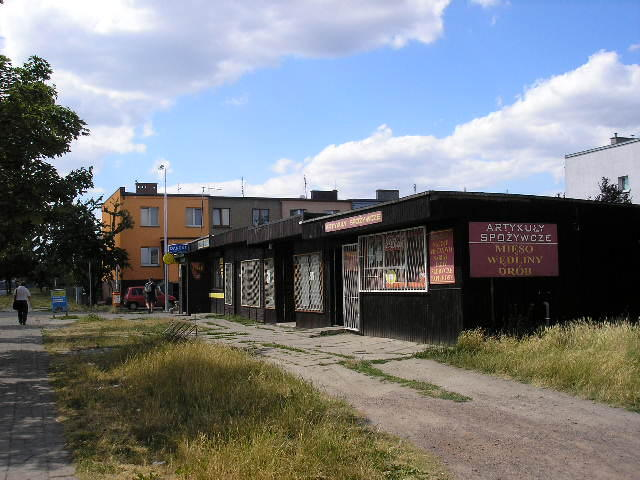
Sklep spożywczy na narożniku ul. Fromborskiej i ul. Kożuchowskiej